# Russendorp
Russendorp is een afgelegen nederzetting en valt onder de dorpskern Lommel-Werkplaatsen (Lommel-Fabriek), in de Belgische gemeente Lommel. Deze bevindt zich ten noordoosten van het gehucht Blauwe Kei, aan de noordzijde van het Kempens Kanaal.

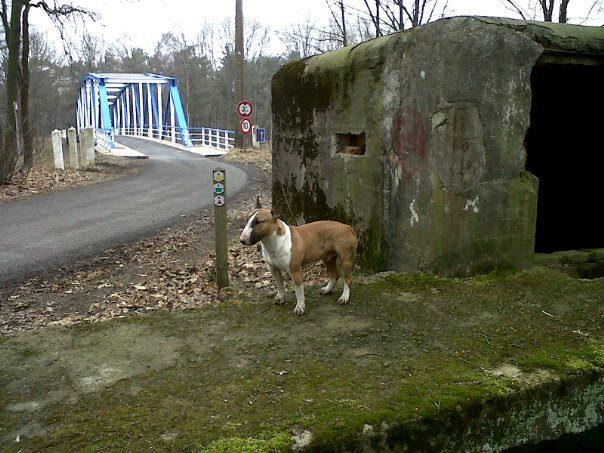
Bunker bij Brug over het kanaal richting Russendorp

Russendorp bevindt zich in een spits toelopend stuk Bergeijkse Heide dat eertijds tot de voormalige Nederlandse gemeente Luyksgestel behoorde maar in 1843 met België werd uitgeruild tegen een strook van de Bladelse Heide. Er ontstond een kleine nederzetting van mensen die de heide aldaar gingen ontginnen maar zover van hun dorpen verwijderd waren dat ze tijdelijke woningen bouwden van zoden, bestaande uit pitrus. Deze bies- of wel pitrus-zoden worden in Dialect 'Russen' genoemd. Met inwoners van Rusland heeft de naam dus niets van doen.
Russendorp valt tegenwoordig gedeeltelijk in de gemeente Lommel en Mol.